# Nyaw
Nyaw oder Tai Nyaw (auch Yo, Jo oder Yaw, thailändisch ไทญ้อ [tʰɑj jɔ̂ː]) sind eine Ethnie in Thailand und Laos, die über Provinzen des Isan (u. a. Nong Khai, Sakon Nakhon, Nakhon Phanom) sowie Teilen der Provinzen  Bolikhamsai und Khammuan in Laos verstreut leben. Sie gehören zur Gruppe der Tai-Völker.

## Geschichte
Die Tai Nyaw glauben, von Völkern aus dem nördlichsten Laos und aus Tonkin oder aus der Xishuangbanna-Provinz in Yunnan abzustammen. Ihre Sprache ist jedoch am engsten verwandt mit Lao-Dialekten, die östlich von Luang Prabang gesprochen werden.

## Sprache
Nyaw gehört zu den Tai-Kadai-Sprachen. Der Sprachcode nach ISO 639-3 ist nyw. Ursprünglich keine Schriftsprache, wird Nyaw heutzutage bei Bedarf mit thailändischen Schriftzeichen wiedergegeben, jedoch nicht gemäß den Regeln der thailändischen Sprache.
Nyaw ist den Lao/Isan-Sprachen ihrer Nachbarn sehr ähnlich und weist nur geringfügige Differenzen bei den Tönen und Akzenten auf. Am nächsten kommt dabei in der Nähe ihrer heutigen Siedlungsgebiete das Phu Thai. Die meisten Nyaw können sich fließend in Thai und Lao verständigen.
Die Anzahl der Sprecher des Nyaw liegt bei etwa 50.000.

## Religion
Die Tai Nyaw praktizieren den Theravada-Buddhismus, doch sind noch Reste eines animistischen Glaubens vorhanden. Charakteristisch ist die Verehrung von Geistern, die für das Wohlergehen ihrer Siedlungen sorgen, in Nyaw „Phu Chao“ (thailändisch ผู้เจ้า [pʰûː tɕâw]) genannt. Eine ganz ähnliche Vorstellung leitet die Errichtung der modernen San Lak Mueang in den thailändischen Provinzhauptstädten.